# الانتخابات البرلمانية السودانية 1965
 أجريت الانتخابات البرلمانية في السودان في 21 أبريل و 8 مايو 1965. وبسبب الحرب الأهلية تركت المقاعد في جنوب البلاد شاغرة حتى الانتخابات الفرعية في 8 مارس و 18 أبريل 1967. وكانت النتيجة بمثابة انتصار ثانٍ متتالي لـ حزب الأمة الذي حصل على 90 من أصل 173 مقعدًا وكانت نسبة المشاركة 58.1 ٪.

## النتائج

### برلمان
| حفل                         | حفل                              | الأصوات | ٪    | مقاعد | +/-  |
| --------------------------- | -------------------------------- | ------- | ---- | ----- | ---- |
|                             | حزب الأمة                        |         |      | 90    | +27  |
|                             | الحزب الاتحادي الوطني            |         |      | 59    | +14  |
|                             | البجا الكونغرس                   |         |      | 10    | جديد |
|                             | الاتحاد الوطني الأفريقي السوداني |         |      | 10    | جديد |
|                             | الحزب الشيوعي السوداني           |         |      | 8     | جديد |
|                             | جبهة الميثاق الإسلامي            |         |      | 5     | جديد |
|                             | حزب الشعب الديمقراطي             |         |      | 3     | -24  |
|                             | ليبرالي جنوب السودان             |         |      | 1     | جديد |
|                             | المستقلين                        |         |      | 21    | جديد |
| مجموع                       | مجموع                            | 1126229 |      | 207   | +34  |
| الناخبين المسجلين / الاقبال | الناخبين المسجلين / الاقبال      | 1959880 | 58.1 | -     | -    |
| المصدر: نوهلين              |                                  |         |      |       |      |

لاحظ أن هذه النتائج تتضمن الانتخابات الفرعية لعام 1967.